# 지표표
지표표(指標表, 영어: character table)는 군론에서 기약표현(irreducible representation)과 켤레류(conjugacy class)와 지표를 정리한 표이다. 화학에서는 주어진 대칭군(symmetry group)에 대하여 대칭조작을 하였을 때 대칭성이 있는지 반대칭이 되는지 대칭성이 없는지에 따라 지표표를 만든다. 지표표에는 슈어 직교 관계라는 성질이 있다.